# Metal Rat
Metal Rat ist ein Jazzalbum von Russ Lossing. Die 2005 in den Acoustic Studios, New York City, entstandenen Aufnahmen erschienen im Dezember 2006 auf Clean Feed Records, im Oktober 2020 als Download auf der Plattform Bandcamp. 

## Hintergrund
Von den zehn Stücken, die der Pianist Russ Lossing mit dem Bratschisten Mat Maneri und dem Bassisten Mark Dresser einspielte, sind nur zwei Kompositionen im eigentlichen Sinn („Turn“ und „Is Thick With“), die als solche leicht zu unterscheiden sind. Die anderen Stücke sind eine Mischung aus Trio-Improvisationen („Coming to Meet“, „Ch'ien“, „Metal Rat“ und „Fire Monkey“) und verschiedenen Duo-Gruppierungen. Lossing gibt in den Liner Notes an, dass er „ein Gefühl der Dringlichkeit“ erzeugen wollte und die Aufnahmesession in weniger als vier Stunden beendet war.

## Titelliste
- Russ Lossing / Mat Maneri / Mark Dresser – Metal Rat (Clean Feed CF064CD)[2]

1. Coming to Meet (Mark Dresser / Russ Lossing / Mat Maneri) 4:12
2. Turn   (Russ Lossing) 14:17
3. Ch'ien (Mark Dresser / Russ Lossing / Mat Maneri) 3:53
4. Damp(ness) (Mark Dresser / Mat Maneri) 1:55
5. Is Thick With (Russ Lossing) 5:55
6. Dry(ist) (Russ Lossing / Mat Maneri) 3:38
7. Metal Rat (Mark Dresser / Russ Lossing / Mat Maneri) 6:29
8. Hidden Lines (Mark Dresser / Russ Lossing) 2:23
9. Fire Monkey (Mark Dresser / Russ Lossing / Mat Maneri) 4:04
10. Their Blood Is Black and Yellow (Russ Lossing / Mat Maneri) 2:11

## Rezeption

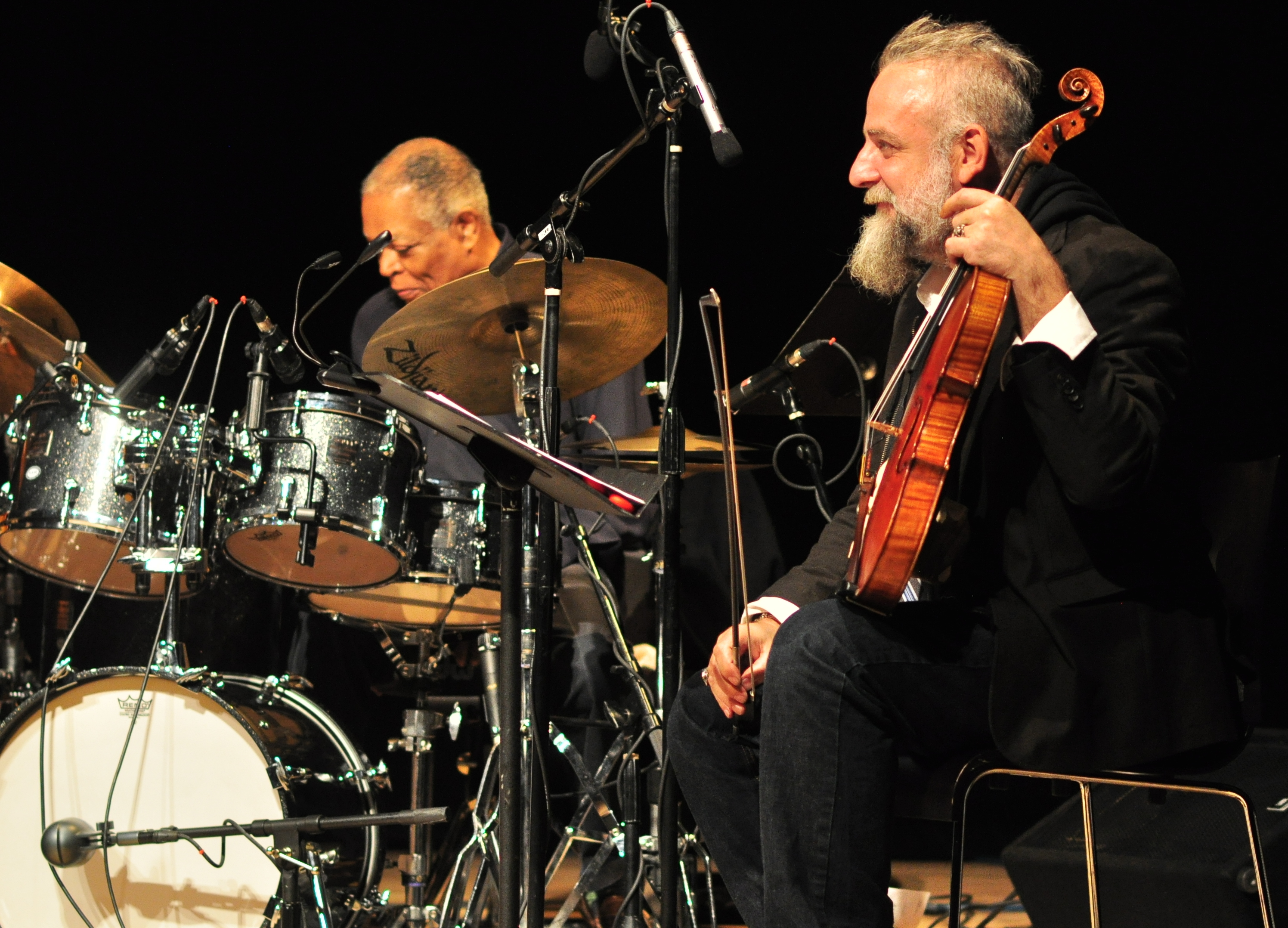
Mat Maneri mit Lucian Bans Gruppe Elevation im Plestcheeff Auditorium, Seattle Art Museum, mit dem Schlagzeuger Billy Hart im Hintergrund

Nach Ansicht von Budd Kopman, der das Album in All About Jazz rezensierte, sei Metal Rat von Anfang bis Ende ein Triumph. Zusammen mit Russ Lossing hätten Mat Maneri und Mark Dresser ein Werk von erschreckender Intensität und Konzentration geschaffen, das auf vielen Ebenen fessle und gleichzeitig eine stählerne Wildheit offenbare, die dennoch fast unerträglich schön sei. Maneri und Dresser würden auf Lossing mit einem absoluten Gefühl der Kontrolle reagieren; Jeder sei in diesem unbewussten Zustand des Zuhörens und Spielens ohne Zögern, ganz im Moment existierend. Das Gelingen von Metal Rat liege in dem Gefühl des totalen Eintauchens, das die Spieler ausstrahlen. Jeder Titel erkunde eine andere emotionale Welt und sei im Allgemeinen kurz, wie man es von freien Improvisationen erwarten könnte. Die Ausnahmen sind der Titeltrack und „Ch'ien“, die wohl die herausragenden Darbietungen sind.
Dies sei eine Aufnahme von großer Tiefe und Bedeutung: „so unergründlich, nicht analysierbar und zutiefst mysteriös wie jedes zeitlose Kunstwerk oder Literatur“, schrieb Julian N. Sorrel in den Liner Notes. Vorbehalte äußerte dagegen Scott Yanow, der dem Album in Allmusic drei Sterne  verlieh. Einiges an Produktionen der Neuen Improvisationsmusik würde so kohärent und logisch klingen, dass man vermuten könnte, dass ein Großteil im Voraus geplant wurde, schrieb er. Der Mangel an Melodie, die Betonung von Gedanken außerhalb des Tempos und die Einförmigkeit der Stimmung ließen es trotz der offensichtlich hohen Musikalität der Spieler ziemlich langweilig erscheinen, um es bis zum Ende durchzustehen. Der abstrakten Interaktion zwischen den Spielern mangele es an Feuer und Spannung, was dies sowohl zu einer leicht verstörenden als auch zu einer schläfrigen Angelegenheit mache.